# Zou
Zou Benin tizenkét megyéjének egyike, székhelye Abomey.

## Földrajz
9 település van a megyében:
Megyeszékhely: Abomey
Agbangnizoun, Bohicon, Cové, Djidja, Ouinhi, Za-Kpota, Zangnanado és Zogbodomey.

## Népesség
86,5% a Fon nemzetiséghez tartozik.

## Vallások
A lakosságnak 43,5%-a keresztény (katolikus és afrikai független egyházak követői), 40% a vudu kultusz követőinek a száma. A muzulmánok aránya 2,8%-ra tehető.

## Fordítás
- Ez a szócikk részben vagy egészben  a   Zou című német Wikipédia-szócikk fordításán alapul.  Az eredeti cikk szerkesztőit annak laptörténete sorolja fel. Ez a jelzés csupán a megfogalmazás eredetét és a szerzői jogokat jelzi, nem szolgál a cikkben szereplő információk forrásmegjelöléseként.